# Govind Perumal
Govind Perumal (25 september 1925 - Nala Sopara, 17 september 2002) was een Indiaas hockeyer.
Perumal won in 1952 en 1956 met de Indiase ploeg de olympische gouden medaille.

## Resultaten
- 1952  Olympische Zomerspelen in Helsinki
- 1956  Olympische Zomerspelen in Melbourne